# Loka, Tržič
Loka je naselje v Občini Tržič. Naselje ima okrog 100 hiš ter tudi nekaj industrijskih obratov, kot so Roma-Tex,  Komteks in Tiko, naselje ima tudi avtomehanično delavnico, bar, fitnes, kozmetični ter frizerski salon in cvetličarno. Kmečko prebivalstvo je po 2. svetovni vojni postopno izginilo.